# 韋利斯克區

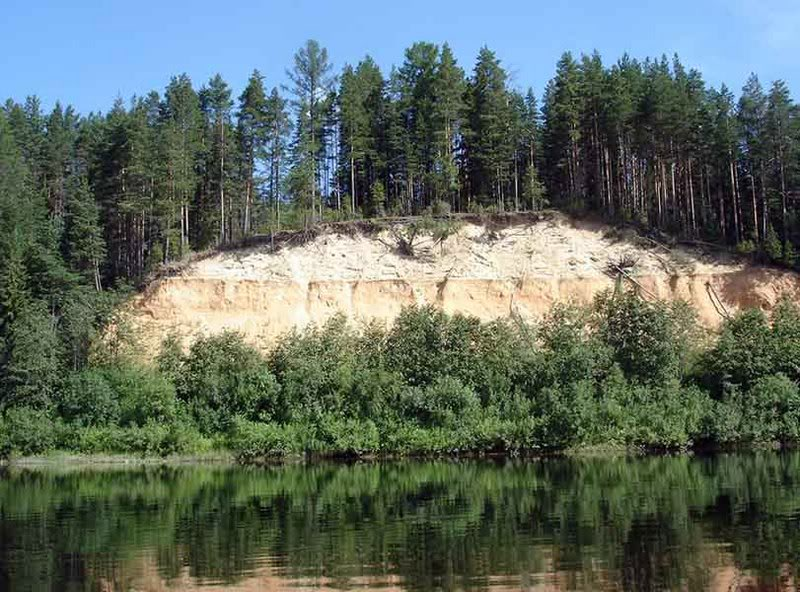

61°04′N 42°06′E / 61.067°N 42.100°E
韋利斯克區（俄语：Вельский район），是俄羅斯的一個區，位於該國西北部，由阿爾漢格爾斯克州負責管轄，始建於1929年7月15日，面積10,060平方公里，2010年人口54,792，人口密度每平方公里5.45人。